# کوما (سولنزو)

کوما شهری در شهرستان سولنزو در استان بانوا در بورکینافاسوی غربی است و جمعیت آن ۱,۹۴۱ نفر است.